# Barrage La Soledad
Le barrage La Soledad, officiellement dénommé barrage Mazatepec, est un barrage du Río Apulco, situé à Yaonáhuac (en), dans l'État de Puebla, au Mexique.
Il a été inauguré le 18 septembre 1962 par le Président du Mexique, Adolfo López Mateos, et se connecte avec une centrale hydroélectrique capable de générer 220 mégawatts d'énergie électrique.
Le barrage a capacité de 41 hm3